# سی شل
سی شل (به انگلیسی: C Shell) یک پوسته یونیکس است که اولین بار توسط بیل جوی و در اواخر دهه ۱۹۷۰ هنگامی که یک دانشجوی کارشناسی ارشد در دانشگاه برکلی بود، طراحی شد. وقتی که جوی در سال ۱۹۷۸ شروع به منتشر کردن نسخه 2BSD از سیستم‌عامل بی‌اس‌دی یونیکس کرد، سی شل هم به همراه آن به صورت گسترده‌ای توزیع شد. دیگر توسعه‌دهندگان اولیه‌ای که هم در نوشتن کدها و هم در مطرح کردن ایده‌های جدید مشارکت داشتند عبارتند از Michael Ubell, Eric Allman, Mike O'Brien و Jim Kulp بودند. سی شل یک پیش‌پردازنده دستور است که عموماً در یک پنجره متنی اجرا می‌شود و به کاربر اجازه می‌دهد تا دستورها را در آن تایپ و اجرا کند. همچنین csh قادر به خواندن دستورها از یک فایل است که به چنین فایلی اسکریپت می‌گویند. همانند تمام دیگر پوسته‌های یونیکس، csh هم از قابلیت‌هایی نظیر وایلدکاردها، لوله‌بندی، هیر داکیومنت، جانشین‌سازی دستور، متغیرها، ساختارهای کنترلی به منظور انجام آزمایش شرطی و تکرار پشتیبانی می‌کند. چیزی که csh را از دیگر شل متمایز می‌کند، خصوصاً در دهه ۱۹۸۰، قابلیت‌های تعاملی آن و همین‌طور سبک کلی آن است. سینتکس این پوسته شباهت زیادی به زبان سی دارد. در بسیاری از سیستم‌ها، csh در حقیقت همان تی‌سی‌شل است.